# SN 2005jt
SN 2005jt – supernowa typu Ia odkryta 30 października 2005 roku w galaktyce A025040-0003. Jej maksymalna jasność wynosiła 23,20m.